# Pedicularis megalochila
Pedicularis megalochila är en snyltrotsväxtart. Pedicularis megalochila ingår i släktet spiror, och familjen snyltrotsväxter.

## Underarter
Arten delas in i följande underarter:
- P. m. rhodantha
- P. m. longituba
- P. m. megalochila
- P. m. ligulata